# Aspects religieux du nazisme
Des historiens, des politologues et des philosophes ont étudié le nazisme en se concentrant sur ses aspects religieux. On s'est demandé si le nazisme constituerait une religion politique, et des recherches ont également été menées sur les aspects millénaristes, messianiques, occultes ou ésotériques du nazisme.

## Le nazisme comme religion politique
Aurel Kolnai, Raymond Aron, Albert Camus, Romano Guardini, Denis de Rougemont, Eric Voegelin, George Mosse, Klaus Vondung et Friedrich Heer comptent parmi les écrivains qui ont fait allusion avant 1980 aux aspects religieux du national-socialisme. Les travaux de Voegelin sur la religion politique ont été publiés pour la première fois en allemand en 1938. Emilio Gentile et Roger Griffin, entre autres, se sont inspirés de son concept. L'auteur et philosophe français Albert Camus a fait quelques remarques sur le nazisme en tant que religion et sur Adolf Hitler en particulier dans L'Homme révolté.
En dehors d'un discours purement académique, l'intérêt du public concerne principalement les relations entre le nazisme et l'occultisme, et entre le nazisme et le christianisme. L'intérêt pour la première relation est évident d'après la théorie populaire moderne de l'occultisme nazi. L'idée persistante que les nazis étaient dirigés par des agences occultes a été rejetée par les historiens comme une cryptohistoire moderne. L'intérêt pour la deuxième relation est évident dans le débat sur les opinions religieuses d'Adolf Hitler et plus particulièrement sur le fait qu'il était chrétien ou non.

### Nazisme et occultisme
Il existe de nombreux ouvrages qui spéculent sur le national-socialisme et l'occultisme, les plus importants étant Le Matin des magiciens (1960) et La Lance du destin (1972). Du point de vue de l'histoire académique, cependant, la plupart de ces travaux sont de la « cryptohistoire ». Les exceptions notables sont Der Mann, der Hitler die Ideen gab ( « L'homme qui a donné les idées à Hitler ») de Wilfried Daim (1957), les enfants d'Urania d' Ellic Howe (1967) et The Occult Establishment de James Webb (1976). En dehors de ces travaux, les historiens ne se sont pas penchés sur la question avant les années 1980. En raison de la littérature populaire sur le sujet, la « magie noire » nazie était considérée comme un sujet pour les auteurs à sensation à la recherche de fortes ventes. Dans les années 80, deux thèses de doctorat ont été rédigées sur le sujet. Nicholas Goodrick-Clarke a publié Les racines occultes du nazisme (1985) basé sur sa thèse, et la thèse du bibliothécaire et historien allemand Ulrich Hunger sur les runes dans l'Allemagne nazie (Die Runenkunde im Dritten Reich) a été publiée dans la série Europäische Hochschulschriften (également 1985).
Le livre de Goodrick-Clarke The Occult Roots ... est considéré non seulement comme l'ouvrage pionnier sur l'Ariosophie « sans exception », mais aussi comme le « livre définitif" sur le sujet ». Le terme « ariosophie » fait référence à un mouvement ésotérique en Allemagne et en Autriche des années 1900 à 1930. Il s’inscrit clairement dans la définition de l'occultisme de Goodrick-Clarke, puisqu'il s'inspire évidemment de la tradition ésotérique occidentale . Idéologiquement, il était remarquablement similaire au nazisme. Selon Goodrick-Clarke, les Ariosophes ont intégré des idées occultes dans l'idéologie völkisch qui existait à l'époque en Allemagne et en Autriche. L'Ariosophie partageait la conscience raciale de l'idéologie völkisch mais s'appuyait également sur une notion de races racines, postulant des lieux tels que l'Atlantide, Thulé et Hyperborée comme patrie originelle de la race aryenne (et sa branche la plus pure, les Teutons ou les Peuples germaniques). Les écrits ariosophiques décrivaient un glorieux passé germanique ancien, dans lequel un clergé élitiste « exposait des doctrines occultes-racistes et régnait sur une société supérieure et raciale pure ». L'effondrement de cet âge d'or hypothétique a été expliquée comme le résultat du métissage entre la race maîtresse et les untermenschen (races inférieures). Les « idées abstruses et les cultes étranges [de l'Ariosophie] anticipaient les doctrines et institutions politiques du Troisième Reich » écrit Goodrick-Clarke dans l'introduction de son livre, motivant l'expression « racines occultes du nazisme »; les influences directes, cependant, sont rares. À l'exception de Karl Maria Wiligut, Goodrick-Clarke n'a trouvé aucune preuve que d'éminents ariosophistes ont directement influencé le nazisme.
Goodrick-Clarke considère la « croisade nazie [comme] essentiellement religieuse ». Son livre de suivi Black Sun : Aryan Cults, Esoteric Nazism and the Politics of Identity examine les idées « ariosophiques » après 1945 et les « mouvements néo-völkisch ».

### Nazisme et christianisme
Après la reddition de l'Allemagne nazie pendant la Seconde Guerre mondiale, le Bureau des services stratégiques des États-Unis a publié un rapport sur le plan directeur nazi de la persécution des églises chrétiennes. Les historiens et les théologiens s'accordent généralement sur la politique nazie en matière de religion, que l'objectif était de supprimer le contenu explicitement juif de la Bible (c'est-à-dire l'Ancien Testament, l'Évangile de Matthieu et les épîtres pauliniennes ), de transformer la foi chrétienne en une nouvelle religion, complètement purifiée de tout élément juif et de la concilier avec le nazisme, l'idéologie Völkisch et le Führerprinzip : c'est le « christianisme positif »,
Alfred Rosenberg a été influent dans le développement du christianisme positif. Dans Le mythe du XXe siècle, il écrit que:
- Saint Paul a été responsable de la destruction des valeurs raciales de la culture grecque et romaine ;
- le dogme de l'enfer avancé au Moyen Âge a détruit l'esprit nordique libre;
- le péché et la grâce originels sont des idées orientales qui corrompent la pureté et la force du sang nordique;
- l'Ancien Testament et la race juive ne sont pas une exception et il faut revenir aux fables et légendes des peuples nordiques ;
- Jésus n'était pas juif, mais avait du sang nordique de ses ancêtres amorites.

Le programme du parti nazi de 1920 comprenait une déclaration sur la religion comme point 24. Dans cette déclaration, le parti nazi demande la liberté de religion (pour toutes les confessions religieuses qui ne sont pas opposées aux coutumes et aux sentiments moraux de la race germanique) ; le paragraphe proclame l'approbation par le parti du christianisme positif. Les historiens ont décrit cette déclaration comme « une mesure tactique »,« intelligemment » laissée indéfinie afin de s'adapter à un large éventail de significations» et une « phraséologie ambiguë ». Cependant, Richard Steigmann-Gall dans Le Saint Reich soutient que, à y regarder de plus près, « le point 24 nous fournit facilement trois idées clés dans lesquelles les nazis prétendaient que leur mouvement était chrétien » : l'antisémitisme du mouvement, son éthique sociale sous l'expression Gemeinnutz vor Eigennutz (« le besoin public avant la cupidité privée ») et sa tentative de combler le fossé confessionnel entre le catholicisme et le protestantisme en Allemagne.
C'est un sujet qui suscite une certaine controverse. Conway estime que le Saint-Reich a innové dans l'examen de la relation entre le nazisme et le christianisme malgré son opinion selon laquelle « le nazisme et le christianisme étaient incompatibles ». Conway prétend que Steigmann-Gall a « indéniablement raison de souligner combien le nazisme doit aux concepts chrétiens allemands » et considère seulement sa conclusion comme « à découvert ».
L'antisémitisme de Martin Luther a été identifié comme une source d'inspiration pour le nazisme. Cependant, selon le théologien Johannes Wallmann, les opinions de Luther n'ont pas exercé d'influence continue en Allemagne et Hans J. Hillerbrand a affirmé que l'accent mis sur cette influence sur le nazisme ignorait d'autres facteurs de l'histoire allemande
Les nazis ont été aidés par des théologiens, tels que Ernst Bergmann qui, dans son ouvrage Die 25 Thesen der Deutschreligion (Vingt-cinq points de la religion allemande), a exposé la théorie selon laquelle l'Ancien Testament et certaines parties du Nouveau Testament de la Bible étaient inexacts. Il a proposé que Jésus était d'origine aryenne et qu'Adolf Hitler était le nouveau messie.

## Croyances religieuses des dirigeants nazis
Au sein d'un grand mouvement comme le nazisme, il n'est peut-être pas particulièrement choquant de découvrir que des individus peuvent embrasser différents systèmes idéologiques qui semblent être des antithèses. Les croyances religieuses des nazis, même les plus importants, divergeaient fortement.
La difficulté pour les historiens réside dans la tâche d'évaluer non seulement les déclarations publiques, mais aussi les déclarations privées des politiciens nazis. Steigmann-Gall, qui avait l'intention de le faire dans son étude, mentionne des personnes comme Erich Koch (qui était non seulement Gauleiter de Prusse orientale et Reichskomissar pour l'Ukraine, mais aussi les présidents élus du synode provincial de Prusse orientale de l'Église protestante de l'ancienne Union prussienne) et Bernhard Rust comme exemples d'hommes politiques nazis qui se sont également déclarés chrétiens en privé.

### Adolf Hitler
Les croyances religieuses d'Adolf Hitler ont fait l'objet de débats ; le large consensus des historiens le considère comme irréligieux, antichrétien, anticlérical et scientiste. À la lumière de preuves telles que ses critiques féroces et son rejet catégorique des principes du christianisme ses nombreuses déclarations privées à des confidents dénonçant le christianisme comme une superstition néfaste et ses efforts acharnés pour réduire l'influence et l'indépendance du christianisme en Allemagne après son arrivée au pouvoir, les principaux biographes universitaires d'Hitler concluent qu'il était irréligieux et un opposant au christianisme. L'historienne Laurence Rees n'a trouvé aucune preuve que « Hitler, dans sa vie personnelle, ait jamais exprimé sa croyance dans les principes fondamentaux de l'Église chrétienne ». Ernst Hanfstaengl, un ami de ses débuts en politique, dit qu'Hitler « était à toutes fins utiles un athée au moment où j'ai appris à le connaître ». Cependant, des historiens tels que Richard Weikart et Alan Bullock doutent de la conclusion selon laquelle il était un véritable athée, suggérant que malgré son aversion pour le christianisme, il s'accrochait toujours à une forme de croyance spirituelle.
Hitler est né d'une mère catholique pratiquante et a été baptisé dans l'Église catholique romaine. Dès son plus jeune âge, il a exprimé son incrédulité et son hostilité au christianisme. Mais en 1904, acquiesçant au souhait de sa mère, il est confirmé à la cathédrale catholique romaine de Linz, où vivait la famille. Selon John Willard Toland, des témoins indiquent que le parrain de la confirmation d'Hitler a dû « lui faire sortir les mots presque comme si toute la confirmation lui répugnait ». Rissmann note que, selon plusieurs témoins qui ont vécu avec Hitler dans un foyer pour hommes à Vienne, Hitler n'a plus jamais assisté à la messe ni reçu les sacrements après avoir quitté la maison. Plusieurs témoins oculaires qui ont vécu avec Hitler alors qu'il était à la fin de son adolescence et au début de la vingtaine à Vienne déclarent qu'il n'est jamais allé l'église après avoir quitté la maison à 18 ans.
Dans les premières déclarations politiques d'Hitler, il a tenté de s'exprimer au public allemand en tant que chrétien. Dans son livre Mein Kampf et dans les discours publics avant et pendant les premières années de son règne, il se décrit comme un chrétien,. Hitler et le parti nazi ont promu le « christianisme positif »  un mouvement qui rejetait la plupart des doctrines chrétiennes traditionnelles telles que la divinité de Jésus, ainsi que les éléments juifs tels que l'Ancien Testament,. Dans une remarque largement citée, il a décrit Jésus comme un « combattant aryen » qui luttait contre "le pouvoir et les prétentions des pharisiens corrompus » et le matérialisme juif.
Alors qu'une petite minorité d'historiens accepte ces opinions publiquement exprimées comme des expressions authentiques de sa spiritualité  la grande majorité pense qu'Hitler était sceptique quant à la religion et antichrétien, mais reconnaissait qu'il ne pouvait être élu et préserver son pouvoir politique que s'il feignait un engagement et une croyance dans le christianisme, auquel la grande majorité des Allemands croyaient. En privé, Hitler dénigra à plusieurs reprises le christianisme et déclara à ses confidents que sa réticence à lancer des attaques publiques contre l'Église n'était pas une question de principe, mais une décision politique pragmatique. Dans ses journaux intimes, Goebbels a écrit en avril 1941 que même si Hitler était « un adversaire acharné » du Vatican et du christianisme, « il m'interdit de quitter l'église, pour des raisons tactiques. » Les remarques d'Hitler aux confidents, telles que décrites dans le Journal de Goebbels, les mémoires d'Albert Speer et les transcriptions des conversations privées d'Hitler enregistrées par Martin Bormann dans Hitler's Table Talk, sont une preuve supplémentaire de ses croyances irréligieuses et anti-chrétiennes ; ces sources enregistrent un certain nombre de remarques privées dans lesquelles Hitler ridiculise la doctrine chrétienne en la qualifiant d'absurde, contraire au progrès scientifique et socialement destructrice.
Une fois au pouvoir, Hitler et son régime ont cherché à réduire l'influence du christianisme sur la société. À partir du milieu des années 1930, son gouvernement était de plus en plus dominé par des partisans militants anti-chrétiens tels que Goebbels, Bormann, Himmler, Rosenberg et Heydrich qu'Hitler nomme à des postes clés. Ces radicaux anti-églises étaient généralement autorisés ou encouragés à perpétrer les persécutions nazies contre les Églises. Le régime a lancé un effort vers la coordination des protestants allemands sous une Église unifiée du Reich protestant (mais celle-ci a résisté à l'Église confessante ) et a pris des mesures précoces pour éliminer le « catholicisme politique. » Hitler a accepté le concordat du Reich avec le Vatican, mais l'a ensuite systématiquement ignoré et a autorisé les persécutions contre l'Église catholique. Les minorités religieuses plus petites ont subi une répression plus dure, les Juifs d'Allemagne ayant été expulsés pour extermination en raison de l'idéologie raciale nazie. Les Témoins de Jéhovah ont été impitoyablement persécutés pour avoir refusé à la fois le service militaire et l'allégeance au mouvement d'Hitler. Hitler a déclaré qu'il anticipait un effondrement prochain du christianisme à la suite des progrès scientifiques et que le nazisme et la religion ne pourraient pas coexister à long terme. Bien qu'il soit prêt à retarder les conflits pour des raisons politiques, les historiens concluent qu'il a finalement voulu la destruction du christianisme en Allemagne, ou du moins sa déformation ou sa soumission à une perspective nazie.

### Rudolf Hess
Selon Goodrick-Clarke, Rudolf Hess avait été membre de la Société Thulé avant d'atteindre une position importante dans le parti nazi. En tant qu'adjoint officiel d'Adolf Hitler, Hess avait également été attiré et influencé par l'agriculture biodynamique de Rudolf Steiner et de l'anthroposophie. Après sa fuite vers l'Écosse, Reinhard Heydrich, le chef de la police de sécurité, interdit les organisations de loge et les groupes ésotériques le 9 juin 1941.

## La société Thulé et les origines du parti nazi
La société Thulé, qui est liée de loin aux origines du parti nazi, était l'un des groupes ariosophiques de la fin des années 1910. Thule Gesellschaft était initialement le nom de la branche munichoise du Germanenorden Walvater du Saint-Graal, une organisation basée sur une loge qui a été créée par Rudolf von Sebottendorff en 1917. Pour cette tâche, il avait reçu de Hermann Pohl une centaine d'adresses de membres potentiels en Bavière de, et à partir de 1918, il était également soutenu par Walter Nauhaus. Selon un récit de Sebottendorff, la province bavaroise du Germanenorden Walvater comptait 200 membres au printemps 1918, qui étaient passés à 1500 à l'automne 1918, dont 250 à Munich. Cinq chambres, pouvant accueillir 300 personnes, ont été louées à l'hôtel à la mode Vierjahreszeiten (« Quatre saisons ») à Munich et décorées de l'emblème de Thulé montrant un poignard superposé à une croix gammée. Étant donné que les activités cérémonielles de la loge étaient accompagnées de réunions ouvertement de droite, le nom Thule Gesellschaft a été adopté pour susciter moins d'attention de la part des socialistes et des pro-républicains.

### Race aryenne et terres perdues
La société de Thulé tire son nom de Thule, une terre présumée perdue. Sebottendorff a identifié Ultima Thule comme l'Islande. Dans l'armanisme de Guido von List, auquel Sebottendorff a fait des références distinctes  on pense que la race aryenne était originaire du continent apocryphe perdu de l'Atlantide et s'était réfugiée à Thulé (Islande) après que l'Atlantide eut été inondée et coulée sous la mer. L'Hyperborée a également été mentionnée par Guido von List, avec des références directes à l'auteur théosophique William Scott-Elliot.
Dans Le mythe du XXe siècle, le livre nazi le plus important après Mein Kampf, Alfred Rosenberg qualifie Atlantis de terre perdue ou du moins de centre culturel aryen. Comme Rosenberg avait assisté aux réunions de la Société Thulé, il était peut-être au courant des spéculations occultes sur les terres perdues ; cependant, selon Lutzhöft (1971), Rosenberg s'est inspiré des travaux d'Herman Wirth L'attribution de l' Urheimat de la race nordique à une terre inondée était très attrayante à l'époque.

### Formation du parti nazi
À l'automne 1918, Sebottendorff tente d'étendre l'attrait de l'idéologie nationaliste de la société Thulé à des personnes issues de la classe ouvrière. Il confie au journaliste sportif munichois Karl Harrer la formation d'un club ouvrier, appelé Deutscher Arbeiterverein (« club ouvrier allemand ») ou Politischer Arbeiterzirkel (« cercle d'ouvriers politique »). Le membre le plus actif de ce club était Anton Drexler. Drexler prône la création d'un parti politique et, le 5 janvier 1919, la Deutsche Arbeiterpartei (DAP, Parti ouvrier allemand) a été officiellement fondée. Lorsque Adolf Hitler a rencontré le DAP pour la première fois le 12 septembre 1919, Sebottendorff avait déjà quitté la société Thulé (en juin 1919). À la fin de février 1920, Hitler avait transformé le Deutsche Arbeiterpartei en Nationalsozialistische Deutsche Arbeiterpartei (NSDAP ou National Socialist German Workers 'Party). Apparemment, les réunions de la société Thulé se sont poursuivies jusqu'en 1923. Un certain Johannes Hering tenait un journal de ces réunions; il mentionne la présence d'autres dirigeants nazis entre 1920 et 1923, mais pas celle d'Hitler.

Que les origines du parti nazi puissent être attribuées à l'organisation de la loge de la société Thulé est un fait. Cependant, le parti nazi n'a succédé à la société Thulé que sur deux points. Le premier est l'utilisation de la svastika. Friedrich Krohn, qui était responsable de la couleur du drapeau nazi, était membre de la Société Thulé et de la Germanenorden depuis 1913. Goodrick-Clarke conclut que les origines du symbole nazi peuvent être retracées à travers les emblèmes de la Société de Thulé et de la Germanenorden et finalement à Guido von List mais il n'est pas évident que l'idéologie thuléenne ait filtré à travers le DAP dans le parti nazi. Goodrick-Clarke laisse entendre que les idées ariosophiques n'avaient aucune conséquence : « La ligne du DAP était principalement un nationalisme politique et social extrême, et non pas basé sur le modèle aryen-raciste-occulte de la Germanenorden [et de la société Thulé] » . Godwin résume les différences de points de vue qui séparent la société Thulé de la direction prise par les nazis : 
 « Hitler avait peu de temps pour toute l'affaire de Thulé, une fois qu'elle l'avait amené là où il devait être, il pouvait voir l'inutilité politique du paganisme [c'est-à-dire ce que Goodrick-Clarke décrirait comme le complexe raciste-occulte de l'ariosophie] dans l'Allemagne chrétienne. Les plans du Führer pour son Reich millénaire n'avaient pas non plus de place pour l'amour de la liberté individuelle dont les Thuléens avaient doté leurs ancêtres nordiques de façon romantique » 
 L'autre point sur lequel le parti nazi a poursuivi les activités de la société Thulé est la publication du journal Völkischer Beobachter. À l'origine, le Beobachter (« Observer ») était un petit hebdomadaire de la banlieue est de Munich, publié depuis 1868. Après la mort de son dernier éditeur en juin 1918, le journal a cessé de paraître, jusqu'à ce que Sebottendorff le rachète un mois plus tard. Il le rebaptisa Münchener Beobachter und Sportsblatt ("Münchener Observer et journal sportif") et y rédigea des éditoriaux "antisémites tranchants". Après le départ de Sebottendorff de Munich, le journal a été transformé en société à responsabilité limitée. En décembre 1920, toutes ses actions étaient entre les mains d'Anton Drexler, qui en transféra la propriété à Hitler en novembre 1921.
Sa connexion avec le nazisme a fait de la société Thulé un sujet populaire de la « cryptohistoire » moderne. Entre autres choses, il est laissé entendre que Karl Haushofer et GI Gurdjieff étaient liés à la Société Thulé  mais cette théorie est complètement insoutenable.

### Conséquences
En janvier 1933, Sebottendorff publie Bevor Hitler kam: Urkundlich aus der Frühzeit der Nationalsozialistischen Bewegung (« Avant l'arrivée d'Hitler : Documents des premiers jours du mouvement national-socialiste »). Les autorités nazies n’ont pas aimé le livre, qui a été interdit l’année suivante. Sebottendorff a été arrêté mais parvient à s'enfuir en Turquie .

## Heinrich Himmler et la SS

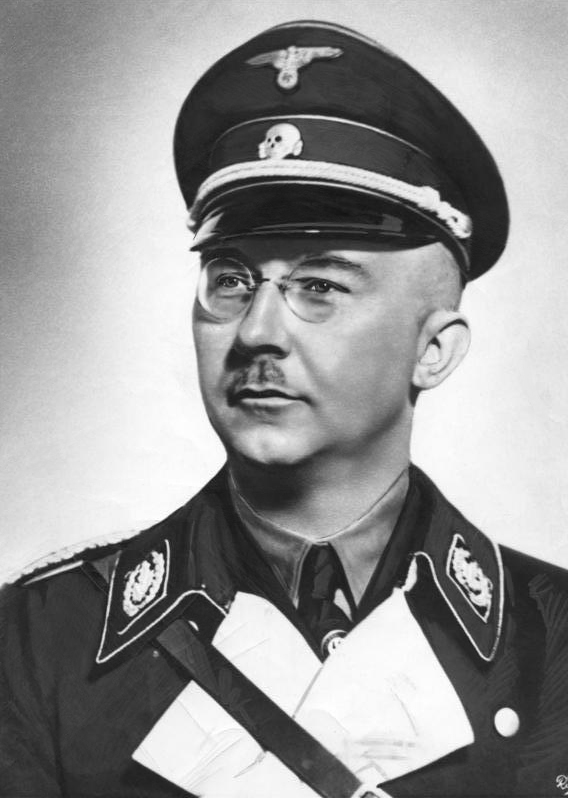
Heinrich Himmler : « Nous croyons en un Dieu Tout-Puissant qui se tient au-dessus de nous; il a créé la terre, la patrie et le Volk, et il nous a envoyé le Führer. Tout être humain qui ne croit pas en Dieu doit être considéré comme arrogant, mégalomane et stupide et donc pas adapté aux SS. »

Le Reichsführer-SS Heinrich Himmler, qui est considéré rétrospectivement comme le fondateur de l'« hitlérisme ésotérique », et certainement une figure d'importance majeure pour la recherche et la pratique du mysticisme officiellement sanctionnées par une élite nazie, était, plus que tout autre haut fonctionnaire du Troisième Reich (y compris Hitler), fasciné par le racisme panaryen (c'est-à-dire plus large que le germanisme). La capacité d'Himmler à planifier rationnellement s'accompagnait d'un « enthousiasme pour l'utopie, le romantisme et même l'occultisme »
Il semble également qu'Himmler s'intéressait à l'astrologie. Il a consulté l'astrologue Wilhelm Wulff dans les dernières semaines de la Seconde Guerre mondiale. (Une source détaillée mais difficile à trouver est un livre écrit par Wulff lui-même, Tierkreis und Hakenkreuz, publié en Allemagne en 1968. Le fait que Walter Schellenberg ait découvert un astrologue appelé Wulf est mentionné dans Les derniers jours d'Hitler de Hugh Trevor-Roper).
Selon l'évaluation de Bramwell : « On peut trop insister sur l'importance de l'étrange culture dans les activités d'Himmler mais elle a existé, et a été l'une des raisons de la scission entre Himmler et Darré qui a eu lieu à la fin des années 1930 ». Bien qu'Himmler n'ait eu aucun contact avec la société de Thulé, il possédait plus de tendances occultes que tout autre dirigeant nazi. Le journaliste et historien allemand Heinz Höhne, une autorité sur la SS, décrit explicitement les vues d'Himmler sur la réincarnation comme de l'occultisme.
L'exemple historique qu'Himmler a utilisé en pratique comme modèle pour la SS était la Compagnie de Jésus, puisque Himmler a trouvé chez les Jésuites ce qu'il percevait comme l'élément central de tout ordre, la doctrine de l'obéissance et le culte de l'organisation. La preuve de cela repose en grande partie sur une déclaration de Walter Schellenberg dans ses mémoires (Cologne, 1956, p. 39), mais Hitler aurait également appelé Himmler « mon Ignace de Loyola ». En tant qu'ordre, la SS avait besoin d'une doctrine cohérente qui la distinguerait. Himmler a tenté de construire une telle idéologie, et à cette fin il a déduit de l'histoire une « tradition pseudo-germanique ». Mais cette tentative n'a pas été entièrement couronnée de succès. Höhne observe que « les coutumes néo-païennes d'Himmler sont restées avant tout un exercice sur papier »
Dans un mémorandum de 1936, Himmler a établi une liste de jours fériés approuvés, basée sur des précédents païens et politiques et destinée à sevrer les membres de la SS de leur dépendance aux festivités chrétiennes. Le Solstice d'hiver, ou Yuletide, était le point culminant de l'année. Il réunissait les SS autour de tables de banquet éclairées aux chandelles et de feux de joie qui rappelaient les rites tribaux allemands.
La Allach Julleuchter (lumière de Noël) a été réalisée comme pièce de présentation pour les officiers SS afin de célébrer le solstice d'hiver. Il a ensuite été remis à tous les membres SS à la même occasion, le 21 décembre. Fabriqué en grès non émaillé, le Julleuchter était décoré de symboles païens germaniques anciens. Himmler a déclaré : « Je voudrais que toutes les familles d'un homme SS marié soient en possession d'un Julleuchter. Même la femme, lorsqu'elle aura quitté les mythes de l'église, trouvera quelque chose d'autre que son cœur et son esprit pourront embrasser. »
Seuls les adeptes des théories de l'occultisme nazi ou les quelques anciens membres de la SS qui, après la guerre, ont participé au groupe Landig à Vienne, prétendraient que les activités cultuelles au sein de la SS équivaudraient à sa propre religion mystique. Au moment de sa mort en 1986, Rudolf J. Mund travaillait à un livre sur la « religion originelle du culte de la race » germanique, mais on ne connaît pas en détail ce qui a été endoctriné au sein de la SS.

### Archéologie nazie
En 1935, Himmler, avec Darré, fonde l'Ahnenerbe. D'abord indépendante, elle est devenue la branche ancestrale de l'héritage des SS. Dirigée par Hermann Wirth, elle se consacre principalement à la recherche archéologique, mais elle s'occupe également de prouver la supériorité de la « race aryenne » et des pratiques occultes.
Beaucoup de temps et de ressources ont été consacrés à la recherche ou à la création d'un contexte « historique », « culturel » et « scientifique » communément accepté afin que les idées sur une race aryenne « supérieure » puissent être publiquement acceptées. Par exemple, une expédition au Tibet a été organisée pour rechercher les origines de la « race aryenne ». À cette fin, le chef d'expédition, Ernst Schäfer, a demandé à son anthropologue Bruno Beger de faire des masques faciaux et des mesures du crâne et du nez. Une autre expédition a été envoyée dans les Andes.
Bramwell, cependant, commente qu'Himmler « est censé avoir envoyé un groupe d'hommes SS au Tibet afin de rechercher Shangri-La, une expédition qui a plus de chances d'avoir eu pour but l'espionnage pur et simple »

### Das Schwarze Korps
Le journal officiel de la SS était Das Schwarze Korps (« Le Corps noir »), publié chaque semaine de 1935 à 1945. Dans son premier numéro, le journal a publié un article sur les origines de la race nordique, émettant l'hypothèse d'un emplacement proche du pôle Nord similaire à la théorie d'Hermann Wirth (mais ne mentionnant pas l'Atlantide).
Toujours en 1935, la revue SS a chargé un professeur d'histoire germanique, Heinar Schilling, de préparer une série d'articles sur la vie germanique ancienne. En conséquence, un livre contenant ces articles et intitulé Germanisches Leben a été publié par Koehler & Amelung de Leipzig avec l'approbation de la SS et du gouvernement du Reich en 1937. Trois chapitres traitaient de la religion du peuple allemand sur trois périodes : le culte de la nature et le culte des ancêtres, la religion du soleil de la fin de l'âge de bronze et le culte des dieux.
Selon Heinar Schilling, les peuples germaniques de la fin de l'âge du bronze avaient adopté une roue à quatre rayons comme symbole du soleil « et ce symbole a été développé pour devenir la croix gammée moderne de notre propre société [c'est-à-dire l'Allemagne nazie] qui représente le soleil ». Sous le signe de la svastika, « les porteurs de lumière de la race nordique ont envahi les terres des races inférieures obscures, et ce n'est pas un hasard si l'expression la plus puissante du monde nordique se trouve dans le signe de la svastika ». Très peu de choses ont été conservées des anciens rites, poursuit le professeur Schilling, mais il est frappant de constater « que dans de nombreuses Gaues allemandes, aujourd'hui, lors des Sonnenwendtage (jours du solstice), des roues solaires brûlantes roulent du sommet des montagnes dans les vallées en contrebas, et presque partout les Sonnenwendfeuer (feux du solstice) brûlent ces jours-là ». Il a conclu en disant que « le Soleil est le plus haut pour les enfants de la Terre ».

### Sectarisme au sein de la SS

#### Château de Wewelsburg
Himmler se serait considéré comme le successeur spirituel ou même la réincarnation du monarque saxon Henri l'Oiseleur, ayant établi des rituels SS spéciaux pour le vieux roi et ayant rendu ses os à la crypte de la cathédrale de Quedlinburg. Himmler a même fait décorer ses quartiers personnels au château de Wewelsburg en commémoration d'Heinrich l'Oiseau. La façon dont les SS ont redessiné le château faisait référence à certains personnages du mythe du Graal.
Himmler avait visité le Wewelsburg le 3 novembre 1933 et en avril 1934 ; la SS en prit officiellement possession en août 1934. L'occultiste Karl Maria Wiligut, connu dans la SS sous le pseudonyme de « Weisthor », accompagne Himmler lors de ses visites au château. Au départ, le Wewelsburg devait être un musée et une école d'officiers pour l'éducation idéologique au sein de la SS, mais il fut ensuite placé sous le contrôle direct du bureau du Reichsführer SS (Himmler) en février 1935. L'impulsion pour le changement de conception est probablement venue de Wiligut.

#### Officiers SS en Argentine
Il existe des témoignages d'officiers SS célébrant les solstices, tentant apparemment de recréer un rituel païen. Dans son livre El Cuarto Lado del Triangulo (Sudamericana 1995), le professeur Ronald Newton décrit un certain nombre d'occasions où un Sonnenwendfeier s'est produit en Argentine. Lorsque le SS-Sturmbannführer Baron von Thermann (Edmund Freiherr von Thermann, WP allemand ), le nouveau chef de la légation allemande, arriva en décembre 1933, l'un de ses premiers engagements publics fut d'assister au NSDAP Sonnenwendfeier à la maison de Vicente Lopez dans le banlieue de Buenos Aires, "un festival néo-païen aux flambeaux dans lequel les nazis argentins ont salué les solstices d'hiver et d'été". En décembre 1937, 500 autres jeunes, pour la plupart des jeunes hitlériens et des jeunes filles hitlériennes, ont été emmenés dans un amphithéâtre naturel dominant la mer à Comodoro Rivadavia, dans le sud du pays. "Ils ont allumé de grands piliers de bois et, à la lumière des flammes vacillantes, divers orateurs du NSDAP ont enseigné aux enfants les origines de la cérémonie et chanté les louanges des (Nazis) Fallen for Liberty. En mars 1939, les élèves de l'école allemande de Rosario étaient les célébrants sur une île du fleuve Paraná en face de la ville: drapeaux de la jeunesse hitlérienne, trompettes, autel rustique tout droit issu de la mythologie germanique, jeunes chefs trônant avec solennité à l'accompagnement du chant choral ... les témoins créoles ont secoué la tête avec incrédulité. . . " Dans le Chaco, au nord de l'Argentine, le premier grand événement promu par les nazis fut le Sonnenwendfeier à Charata le 21 décembre 1935. Des discours courageux de feu alternaient avec des interprétations chorales ". Ces activités se sont poursuivies en Argentine après la guerre. Uki Goñi dans son livre The Real Odessa (Granta, 2003) décrit comment Jacques de Mahieu, un criminel de guerre SS recherché, était "un orateur régulier lors des célébrations païennes du solstice solaire organisées par les nazis fugitifs en Argentine d'après-guerre".
Il existe des récits d'officiers SS célébrant les solstices, apparemment pour tenter de recréer un rituel païen. Dans son livre El Cuarto Lado del Triangulo (Sudamericana 1995), le professeur Ronald Newton décrit un certain nombre d'occasions où un Sonnenwendfeier s'est produit en Argentine. Lorsque le Baron von Thermann (Edmund Freiherr von Thermann), nouveau chef de la légation allemande, est arrivé en décembre 1933, l'un de ses premiers engagements publics a été d'assister au Sonnenwendfeier du NSDAP chez Vicente Lopez dans la banlieue de Buenos Aires, « un festival néo-païen avec des torches dans lequel les nazis argentins saluaient les solstices d'hiver et d'été ». Lors d'une autre, en décembre 1937, 500 jeunes gens, pour la plupart des Jeunesses hitlériennes et des jeunes filles hitlériennes, ont été emmenés dans un amphithéâtre naturel dominant la mer à Comodoro Rivadavia, dans le sud du pays. « Ils ont allumé de grands piliers de bois et, à la lumière des flammes vacillantes, divers orateurs du NSDAP ont fait des conférences aux enfants sur les origines de la cérémonie et ont chanté les louanges des (nazis) tombés pour la liberté. En mars 1939, les élèves de l'école allemande de Rosario étaient les célébrants sur une île du fleuve Paraná, en face de la ville : Des drapeaux des Jeunesses hitlériennes, des trompettes, un autel rustique tout droit sorti de la mythologie germanique, de jeunes dirigeants intronisés avec solennité, accompagnés de chants choraux... les témoins créoles secouaient la tête en signe d'incrédulité ». Dans le Chaco, au nord de l'Argentine, le premier grand événement promu par les nazis fut le Sonnenwendfeier à Charata, le 21 décembre 1935. Des discours de feu menaçants alternaient avec des prestations chorales". Ces activités se sont poursuivies en Argentine après la guerre. Uki Goñi, dans son livre The Real Odessa (Granta, 2003), décrit comment Jacques de Mahieu, un criminel de guerre SS recherché, était « un orateur régulier aux célébrations païennes du solstice solaire organisées par les nazis en fuite dans l'Argentine d'après-guerre ».

### Occultistes travaillant pour les SS

#### Karl Maria Wiligut
De tout le personnel SS, Karl Maria Wiligut pourrait être décrit comme un occultiste nazi. Sa biographie, écrite par Rudolf J. Mund, s'intitulait : Der Rasputin Himmlers. Après sa retraite de l'armée autrichienne, Wiligut avait été actif dans le milieu ariosophique. L'ariosophie n'était qu'un des fils de l'ésotérisme en Allemagne et en Autriche à cette époque. Lorsqu'il est interné à l'asile psychiatrique de Salzbourg entre novembre 1924 et le début de 1927, il reçoit le soutien de plusieurs autres occultistes. Wiligut était clairement favorable à la révolution nazie de janvier 1933. Lorsqu'il fut présenté à Himmler par un vieil ami devenu officier SS, il eut l'occasion de rejoindre la SS sous le pseudonyme de « Weisthor ». Il est nommé chef du département de la préhistoire et des débuts de l'histoire au sein du bureau principal des races et des colonies (Rasse- and Siedlungshauptamt, RuSHA) de la SS. Son bureau pourrait (bien plus que l'Ahnenerbe) être décrit comme le département occulte de la SS : la principale tâche de Wiligut semble « avoir consisté à mettre sur papier des exemples de sa mémoire ancestrale ». Le travail de Wiligut pour la SS comprenait également la conception du Totenkopfring qui était porté par les membres de la SS. Il est même censé avoir conçu un fauteuil pour Himmler ; du moins, ce fauteuil et ses housses sont proposés à la vente sur Internet,.

#### Otto Rahn

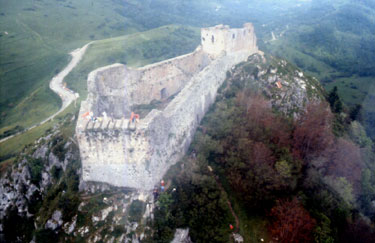
La forteresse de Montségur du XVIe siècle. Le château lié à la légende du Saint Graal a été détruit en 1244

Otto Rahn avait écrit un livre Kreuzzug gegen den Gral (« Croisade contre le Graal ») en 1933  En mai 1935, il rejoint l'Ahnenerbe; en mars 1936, il rejoint officiellement les SS. « En septembre 1935, Rahn écrivit avec enthousiasme à Weisthor [Karl Maria Wiligut] sur les endroits qu'il visitait dans sa chasse aux traditions du Graal en Allemagne, demandant une confiance totale en la matière à l'exception de Himmler. »  En 1936, Rahn entreprit un voyage pour les SS en Islande, et en 1937, il publia son journal de voyage sur sa quête de la tradition gnostique-cathare à travers l'Europe dans un livre intitulé Luzifers Hofgesinde "Lucifer's Servants". De ce livre, il a donné au moins une lecture, devant un public "extraordinairement large". Un article sur cette conférence a été publié dans le Westfälische Landeszeitung "Westphalia County Paper", qui était un journal officiel nazi.
La connexion de Rahn des Cathares avec le Saint Graal conduit finalement à Montségur en France, qui avait été la dernière forteresse restante des Cathares en France au Moyen Âge. Selon des témoins oculaires, des archéologues nazis et des officiers militaires étaient présents dans ce château.

#### Gregor Schwartz-Bostunitsch
Gregor Schwartz-Bostunitsch était un auteur radical d'ascendance germano-ukrainienne. Agitateur actif contre la révolution bolchevique, il a fui sa Russie natale en 1920 et a voyagé largement en Europe de l'Est, prenant contact avec des théosophes bulgares et probablement avec GI Gurdjieff. En tant qu'anticommuniste mystique, il a développé une croyance inébranlable dans la conspiration du monde juif-maçonnique décrite dans les protocoles des sages de Sion. En 1922, il publie son premier livre, La franc - maçonnerie et la révolution russe, et émigre en Allemagne la même année. Il est devenu un converti enthousiaste à l'anthroposophie en 1923, mais en 1929, il l'avait répudié comme un autre agent de la conspiration. Pendant ce temps, il avait commencé à donner des conférences pour la Société Ariosophique  et était un contributeur au périodique à l'origine Theosophical (et plus tard, néopaganisme ) de Georg Lomer intitulé Asgard : A Fighting Sheet for the Gods of the Homeland. Il a également travaillé pour l'agence de presse d'Alfred Rosenberg dans les années 1920 avant de rejoindre les SS. Il a donné de nombreuses conférences sur les théories du complot et a été nommé professeur honoraire de SS en 1942, mais n'a pas été autorisé à donner des conférences en uniforme en raison de ses vues peu orthodoxes. En 1944, il a été promu SS-Standartenführer sur la recommandation de Himmler.